# Megachile tricolor
Megachile tricolor là một loài Hymenoptera trong họ Megachilidae. Loài này được Pasteels mô tả khoa học năm 1970.